# Cinabarit
Cinabarít (grško kinnabari - rumenica), pogosto imenovan tudi živorebrna svetlica, je mineral živosrebrnega sulfida in spada v 2. razred med sulfide, po klasifikaciji H. Strunza.

## Sestava minerala
Mineral cinabarit vsebuje 86,2% živega srebra in 13,8 % žvepla.

## Nahajališča
Zelo znano nahajališče v Sloveniji je idrijski rudniku, kjer se pojavlja v različno starih kamninah, od karbonskih in permskih do spodnje- in srednjetriasnih. Po odkritju živega srebra so najprej rudarili v slabo orudenem karbonskem skrilavem glinavcu; 22. junija 1508, na dan sv. Ahaca, pa so v jašku ob Nikovi odkrili v globini 42m bogato cinabaritno rudo, ki so jo izkoriščali vse do današnjih dni. Obstajajo še druga nahajališča, kot so npr. Knapovže, Litija, Sv. Ana v Podljubelju ter Sv. Tomaž nad Praprotnim (severozahodno od Škofje Loke). Cinabarit v omenjenih nahajališčih ne dosega idrijskega niti po kakovosti nit po lepoti.
Na svetu je najpomembnejše nahajališče rudnik Almaden v Španiji. Druga pomembna nahajališča so v Italiji (Monte Amiata), Nemčiji (Obermoschel), Ukrajini (Donjecki bazen in Nikitovka), Kazahstanu (okolica Taškenta), ZDA (Cahill Mine v Nevadi, New Almaden in New Idria v Kaliforniji), Mehiki (Palomas), Peruju (Huancavelica) in Kitajski (Hunan in Kvejčov).

## Uporaba
Cinabarit je najpomembnejša živosrebrova ruda, v preteklosti pa so ga uporabljali tudi za pigment, imenovan vermillion.
Iz cinabarita pridobljen živordeč pigment poznamo tudi pod bolj domačim imenom cinober.